# 1802
Évszázadok: 18. század – 19. század – 20. század
Évtizedek: 1750-es évek – 1760-as évek – 1770-es évek – 1780-as évek – 1790-es évek – 1800-as évek – 1810-es évek – 1820-as évek – 1830-as évek – 1840-es évek – 1850-es évek
Évek: 1797 – 1798 – 1799 – 1800 –  1801 – 1802 – 1803 – 1804 – 1805 – 1806 – 1807

## Események

### Határozott dátumú események
- január 24. – Napoléon Bonapartét a Ciszalpin Köztársaság elnökévé választják.[1]
- március 12. – I. Ferenc elrendeli a bencés, ciszterci és premontrei szerzetesrend visszaállítását.[2]
- március 25. – Amiens-i békeszerződés.[1]
- június 25. – Francia–török békekötés, amelynek értelmében Franciaország lemond Egyiptomról.[3]
- augusztus 2. – Napoléon Bonapartét örökös konzullá választják.[1]
- november 25. – Gróf Széchényi Ferenc a nemzetnek ajándékozza könyvtárát és gyűjteményeit.[2]

### Határozatlan dátumú események
- az év folyamán – 

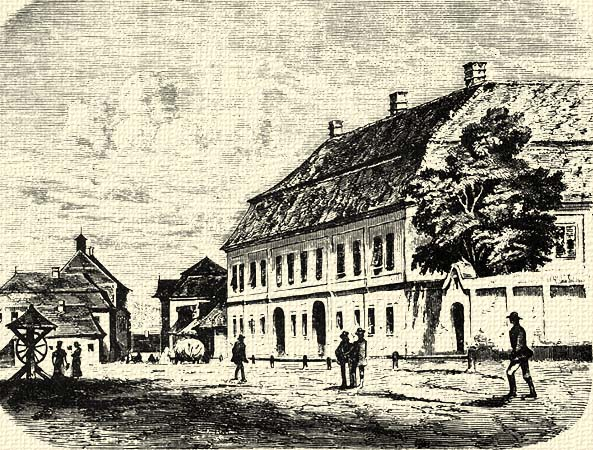
A Teleki–Bolyai Könyvtár 1868-ban

  - Átadják a forgalomnak a Dunát és a Tiszát összekötő Ferenc-csatornát. (Tervezője és építője Kiss József. A csatorna jelentősen lerövidítette az erdélyi só és a bánsági búza útját Pestig és Győrig.)[4]
  - Megnyílik Marosvásárhelyen a Teleki Sámuel kancellár által alapított Teleki Téka.[5]

## Az év témái

### 1802 a tudományban
- március 28. – Heinrich Wilhelm Olbers német orvos és csillagász felfedezi a második kisbolygót, a Pallast.

## Születések
- január 6. – Ion Heliade-Rădulescu román nyelvész, műfordító, politikus, a Román Akadémia első elnöke († 1872)
- január 10. – Carl von Ghega albán származású, velencei születésű, osztrák mérnök († 1860)
- január 25. – Debreczeni Márton a pénzügyminisztérium bányászati igazgatója, költő († 1851)
- február 26. – Victor Hugo, francia író († 1885)
- április 9. – Elias Lönnrot, finn orvos, botanikus és népdalgyűjtő, a Kalevala összeállítója († 1884)
- július 24. – Alexandre Dumas, francia író († 1870)
- augusztus 5. – Niels Henrik Abel, norvég matematikus († 1829)
- augusztus 8. – Faigel Pál egri címzetes kanonok, költő († 1871)
- augusztus 31. – Karl von Urban császári altábornagy († 1877)
- szeptember 19. – Kossuth Lajos, politikus, Magyarország kormányzója († 1894)
- szeptember 30. – Antoine Jérôme Balard, francia vegyész, a bróm felfedezője († 1876)
- november 23. – Orosz Ádám, magyar katolikus pap, költő († 1872)
- november 25. – Andrássy István, magyar kanonok († 1890)
- november 29. – Wilhelm Hauff, német író, meseíró, a Biedermeier korszak alakja († 1827)
- december 15. – Bolyai János, a leghíresebb magyar matematikus († 1860)
- december 19. – Vidats István az első magyar mezőgazdasági gépgyár alapítója († 1883)
- december 29. – Kiss Bálint festőművész († 1868)

- Bővebb lista az 1802-ben született személyek kategóriában

## Halálozások
- február 2. – Bajzáth József veszprémi püspök, alkancellár (* 1720)
- április 15. – Végh Péter országbíró (* 1725)
- április 24. – Gyulay Sámuel ezredtulajdonos, Gyulafehérvár katonai parancsnoka (* 1723)

- Bővebb lista az 1802-ben elhunyt személyek kategóriában